# 아비아테그라소역
아비아테그라소역(이탈리아어: Famagosta)은 밀라노 지하철의 2호선의 역이다. 밀라노의 아비아테그라소 광장 (Piazza Abbiategrasso)에 위치해 있다. 2005년 3월 17일에 문을 열었으며, 2011년 아사고 밀라노피오리 포룸 역이 문을 열 때까지는 2호선의 남쪽 종착역이자 최남단 역이었다.

## 시설
이 역에는 다음과 같은 시설이 있다.
- 장애인 승객을 위한 접근 시설
- 엘레베이터
- 에스컬레이터
- 승차권 자동 판매기
- 역 감시카메라